# 4949 Акасофу
4949 Акасофу (1988 WE, 1978 YE, 1981 RL5, 1981 SV6, 4949 Akasofu) — астероїд головного поясу, відкритий 29 листопада 1988 року.
Тіссеранів параметр щодо Юпітера — 3,588.